# Nordlig navellav
Nordlig navellav (Umbilicaria hyperborea) är en lavart som först beskrevs av Erik Acharius, och fick sitt nu gällande namn av Franz Georg Hoffmann. Nordlig navellav ingår i släktet Umbilicaria och familjen Umbilicariaceae.  Arten är reproducerande i Sverige. Inga underarter finns listade i Catalogue of Life.

## Källor

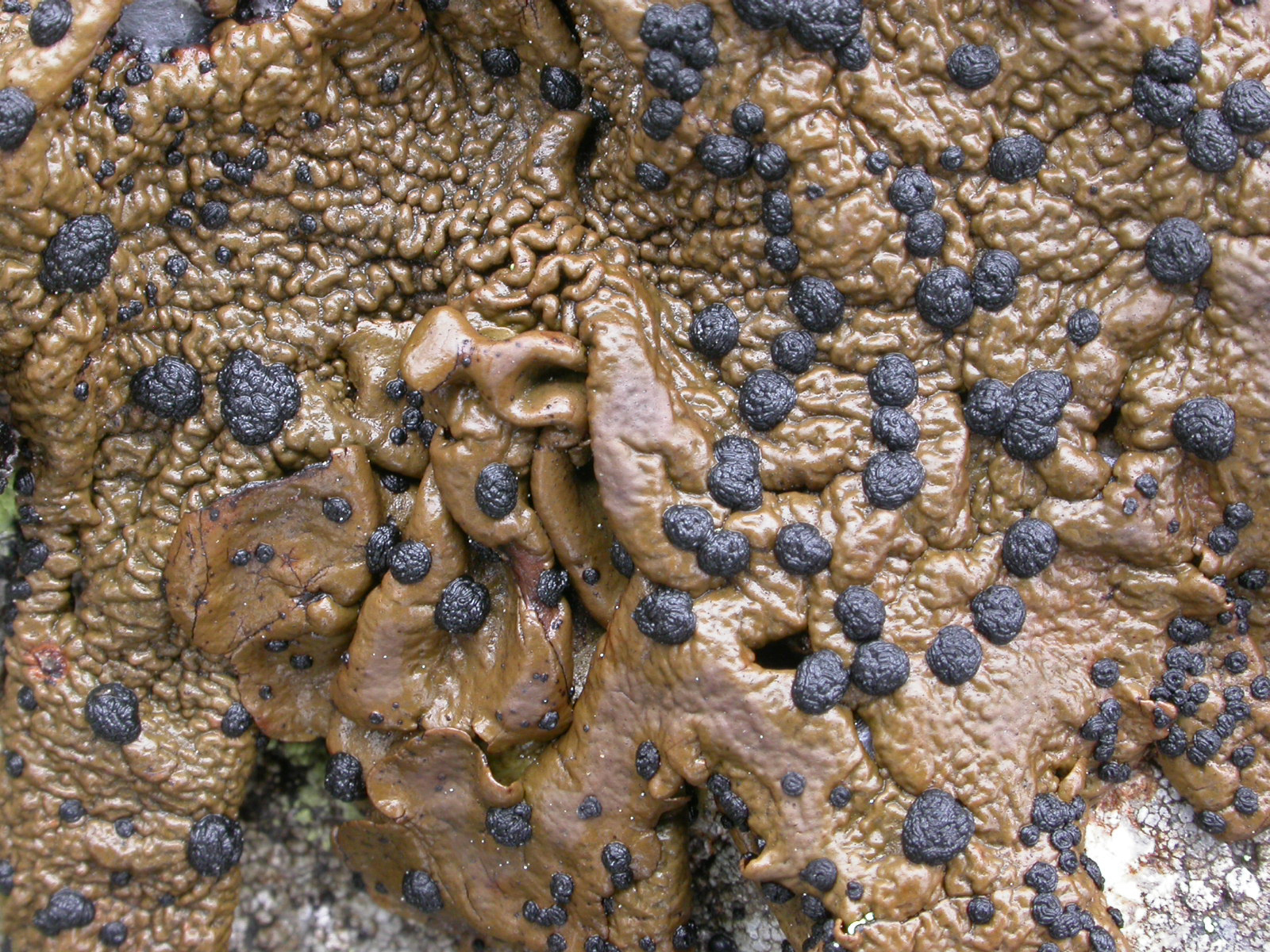
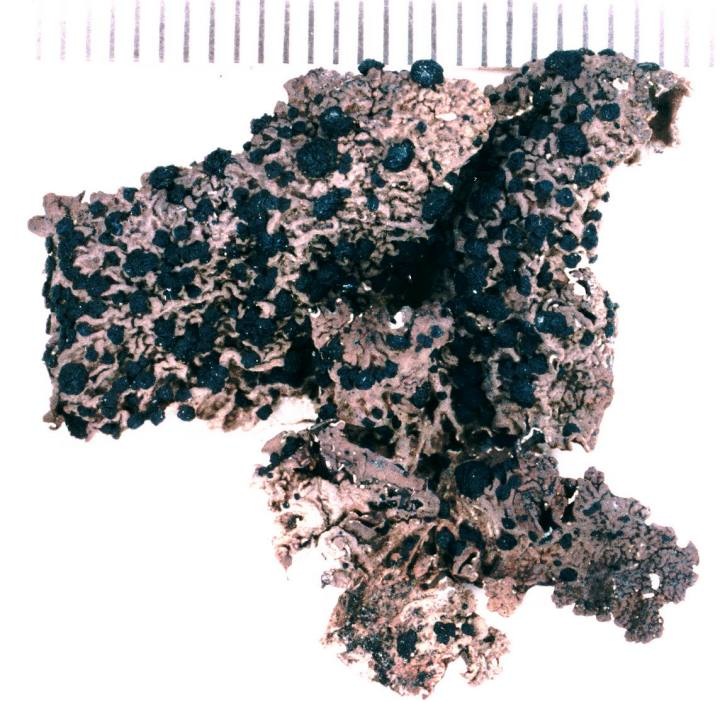
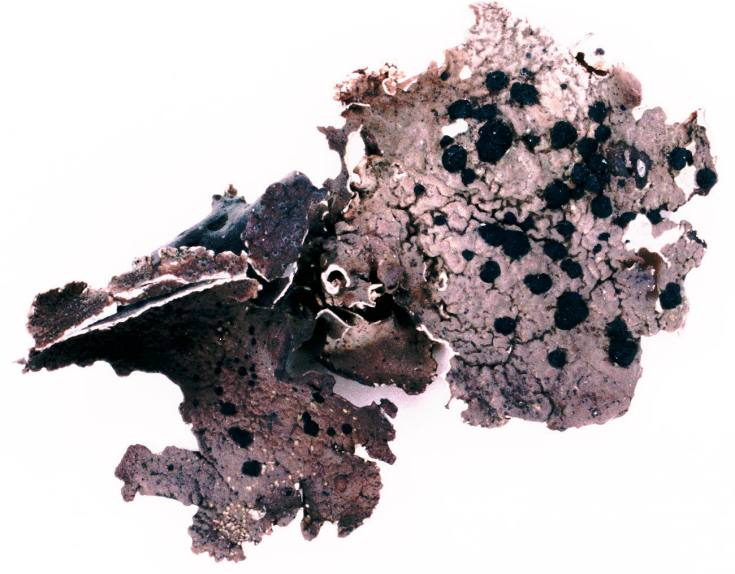
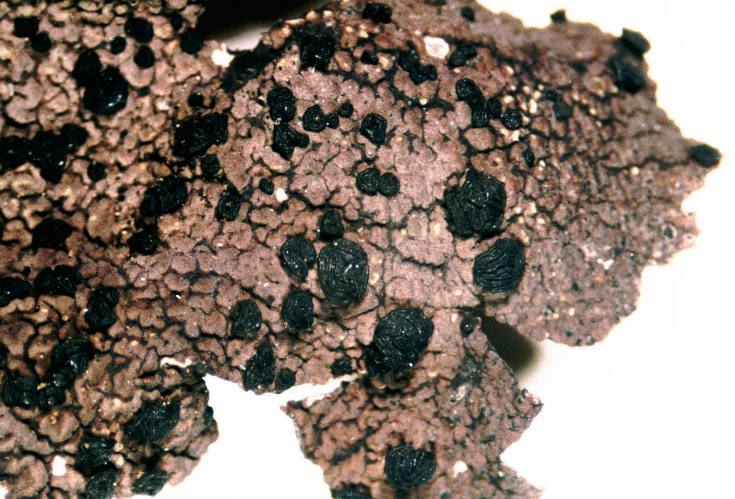
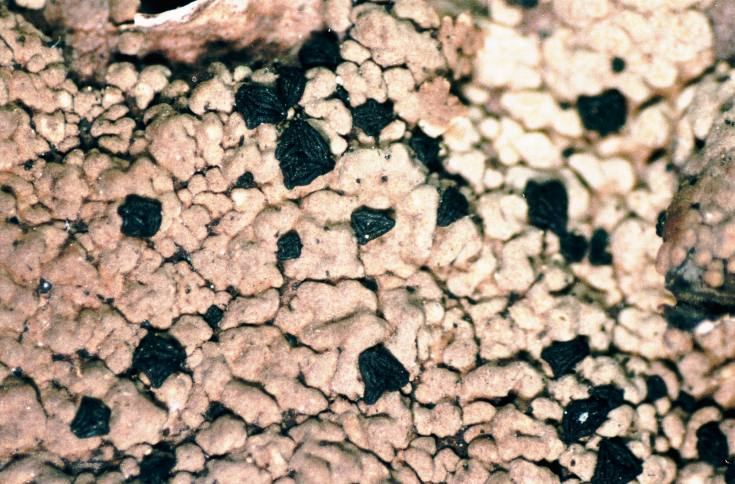
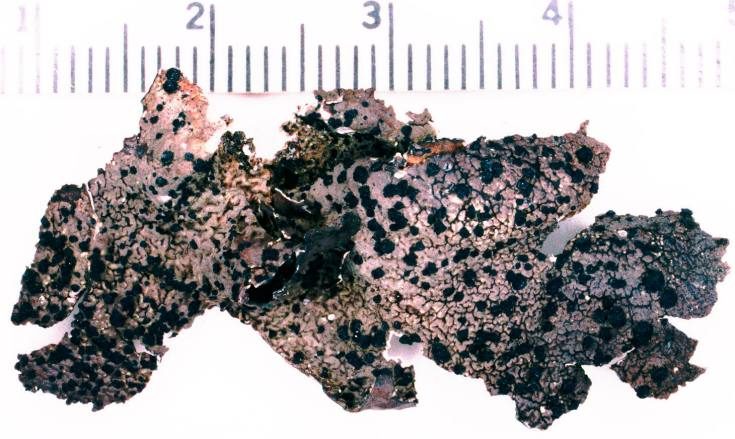